# Władysław Karaś
Władysław Karaś   (Kielce, 31 d'agost de 1893 - Magdalenka, 28 de maig de 1942) va ser un militar i esportista polonès que va competir durant la dècada de 1930.
El 1936 va prendre part en els Jocs Olímpics d'Estiu de Berlín, on guanyà la medalla de bronze en la prova del rifle en posició estesa, 50 metres del programa de tir.
Va formar part de l'Armia Krajowa polonès i va ser executat pels alemanys durant la Segona Guerra Mundial.